# دیمیترو پریخنا
دیمیترو پریخنا (اوکراینی: Дмитро Віталійович Пріхна؛ زادهٔ ۶ ژوئن ۱۹۹۵) بازیکن فوتبال اهل اوکراین است.
از باشگاه‌هایی که در آن بازی کرده‌است می‌توان به باشگاه فوتبال تاوریا سیمفروپول اشاره کرد.